# Granulomelon gilleni
Granulomelon gilleni är en snäckart som beskrevs av Alan Solem 1993. Granulomelon gilleni ingår i släktet Granulomelon och familjen Camaenidae. Inga underarter finns listade i Catalogue of Life.